# Fazenda Monte Bello
Fazenda Monte Bello é uma fazenda fundada no início do século XX localizada no município de Ribeirão Claro, no interior do estado do Paraná.

## História
A propriedade faz parte do norte paranaense, área responsável no estado por boa parte da produção cafeeira do estado. A fazenda fundada na primeira década do século XX, os anos de 1900.
Foi um dos principais polos de produção de café no estado, configurando-se como uma importante propriedade dos tempos áureos do café no Paraná.

## Atualidade
O café ainda faz parte da produção da fazenda, porém com espaço bastante reduzido. Atualmente, a fazenda também produz outras espécies frutíferas como a lichia e a macadâmia - que foi introduzida no Brasil pela Fazenda Citra.
Na atualidade, a fazenda também se dedica a hotelaria, realizando visitas guiadas pela propriedade com um café da manhã oferecido aos visitantes pela fazenda. Também é possível hospedar-se na fazenda nos chalés da propriedade por meio de reservas.